# PSA-Renault X motor

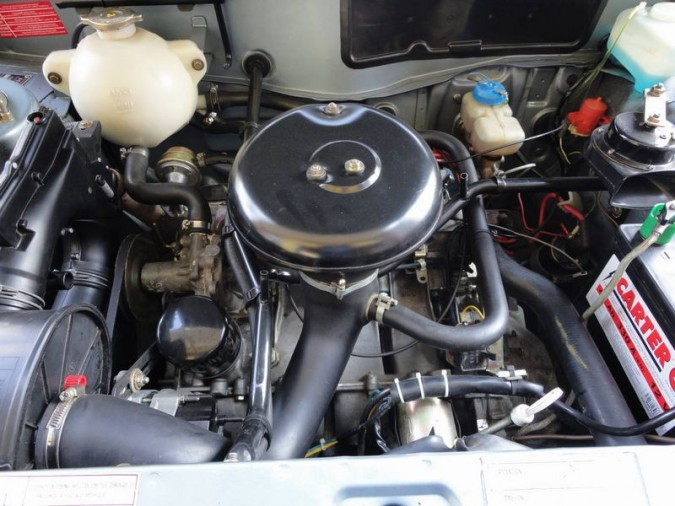
Een PSA X-motor in een Peugeot 104 SR.

De PSA-Renault X-motor is een familie van verbrandingsmotoren gebruikt in auto's van de merken Citroën, Peugeot, Talbot en Renault. De X-familie werd voornamelijk gebruikt in de kleinste modellen en instapversies van compacte middenklassers. De motor werd in de volksmond 'Douvrin'- of koffermotor genoemd, vanwege de plaats van de fabriek en de bouwwijze van het blok (versnellingsbak onder het carter). De productie vond plaats bij de fabrikant Française de Mécanique, een joint venture van PSA en Renault.
De X-motor werd geïntroduceerd in 1972 in de toen nieuwe Peugeot 104. Het was een volledig aluminium 4-cilinder in lijn benzinemotor met enkele bovenliggende nokkenas en 2 kleppen per cilinder, aangedreven door een distributieketting. Het blok werd dwarsgeplaatst in voorwielaangedreven auto's. Bijzonder was de platte bouwwijze, omdat het cilinderblok 72° achterover gekanteld stond. Hierdoor werd het mogelijk om de versnellingsbak niet naast, maar onder de motor te plaatsen, gebruikmakend van de motorolie als smering. Vanwege de tandwieloverbrenging van krukas naar versnellingsbak maken de motoren het kenmerkende 'huilende' geluid, iets dat ook voorkomt bij de BMC A-serie motoren (bekend uit de Mini) met een soortgelijke bouwwijze.
De X werd door PSA gebruikt tot 1990 (Renault stopte al in 1982) en werd vervangen door de modernere TU motor, met distributieriem en conventionele plaatsing van de versnellingsbak. Deze motor was een doorontwikkeling van de X en werd in 1986 geïntroduceerd in de Citroën AX.
De cilinderinhoud lag tussen de 954 en 1360 cm³ en de vermogens varieerden van 33 tot 68 kW (45 tot 92 pk).
| Motortypes (Française de Mécanique) | 108     | 109 - 121 | 129 - 145       |          | 150          |
| Aanwijzing PSA                      | XV      | XW        | XZ              | XL       | XY           |
| Aanwijzing Renault                  |         |           | X5G(*) - X6G(*) |          | X5J - X6J(*) |
| ----------------------------------- | ------- | --------- | --------------- | -------- | ------------ |
| Verplaatsing                        | 954 cm³ | 1124 cm³  | 1218 cm³        | 1288 cm³ | 1360 cm³     |
| Boring (mm)                         | 70      | 72        | 75              | 76       | 75           |
| Slag (mm)                           | 62      | 69        | 69              | 71       | 77           |

(*) Deze namen zijn nooit gebruikt, het is een extrapolatie van deze motoren op het nieuwe Renault-motoraanduidingssysteem.
In het begin gebruikten Renault en Peugeot dezelfde motortypes (Française de Mécanique benamingen), in de jaren tachtig gebruikten ze elk hun eigen benamingen.
De "X-motor" type X5J (1360 cm³) van de Renault 14 GTL (uit 1982) is de enige die profiteert van de nieuwe Renault-benamingen. De aanduiding van de motoren is georganiseerd in 3 tekens3: een letter, een cijfer, een letter (voorbeeld: C1J, X5J, F2N ...).
- De eerste letter geeft het motorblok aan: X ("X-motor") of C ("Cleon-Fonte motor") ...;
- Het nummer komt overeen met het type motor: 5 voor halfronde cilinderkopbenzine, carburateur met één carrosserie; 6 voor halfronde kopbenzine, carburateur met dubbele carrosserie; ...
- De laatste letter komt overeen met de kubieke capaciteit:

- G van 1.150 tot 1.249 cm³
- J van 1350 tot 1449 cm³